# پزشکی خانواده

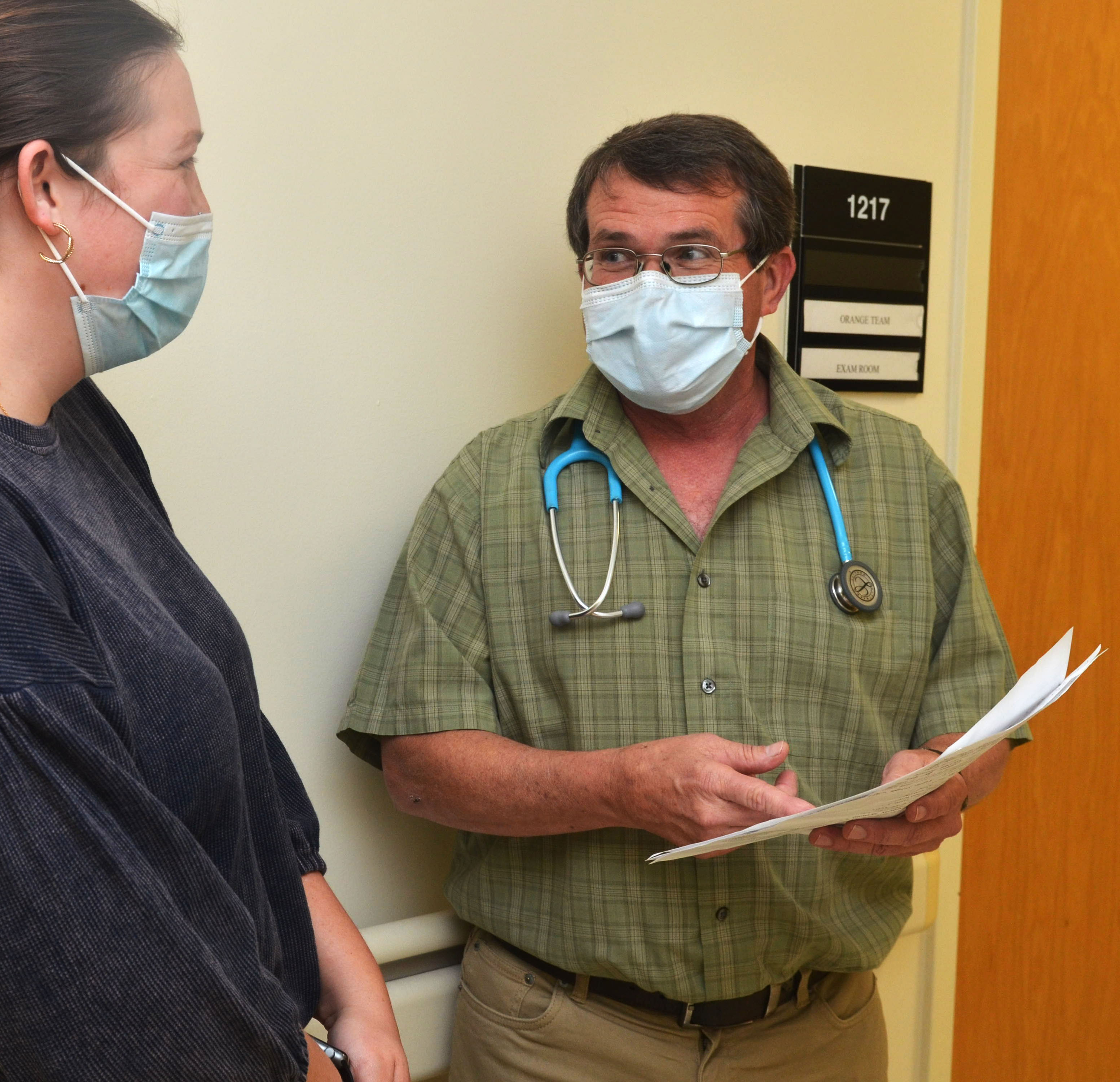
پزشک خانواده (راست) در حال بررسی یک مورد با پرستار (سمت چپ) در کلینیک

پزشکی خانواده نوعی از طبابت است که در آن پزشکان خانواده به صورت مستقیم با خانواده‌ها در تماس هستند. این پزشکان مراقبت‌های اولیه را بر عهده دارند و پزشک سلامت نگر هستند، یعنی علاوه بر درمان بیماری، به بهداشت جسم و روان افراد تحت پوشش خود نیز توجه دارند. آنها عموماً در صورت بیماری یا حوادث ناگوار با خانواده‌ها هستند. آن‌ها به صورت هم‌زمان خدمات مشاورتی و درمانی برای خانواده‌ها انجام می‌دهند. این پزشکان به دلیل شناخت دقیق اشخاص تحت طبابت خود و آشنایی با تاریخچه بیماری آنها، قادرند زودتر به کسالت آن‌ها پی برده و بیماران را درمان کنند. پزشکان خانواده در صورت صلاحدید بیماران را به پزشکان متخصص ارجاع می‌دهند و پزشک متخصص نتیجه معاینات، نوع بیماری و اقدامات درمانی و پیگیری‌های لازم را به پزشک خانواده اعلام می‌کند.